# Henry Patten
Henry Patten (* 6. Mai 1996 in Colchester) ist ein britischer Tennisspieler aus England.

## Karriere
Patten spielte keine Turniere als Junior und auch erst spät Turniere bei den Profis. Zunächst absolvierte er ein Studium an der University of North Carolina, das er 2019 abschloss. Anschließend durchlief er an der Durham University noch ein postgraduales Studium. Während dieser Zeit spielte er einzig College Tennis.
2021 spielte er das erste Mal auch professionell Tennisturniere, zunächst nur auf der ITF Future Tour. Er konnte im Einzel zwei Finals erreichen und sein erstes Turnier gewinnen, im Doppel holte er zwei Titel. Im Einzel und Doppel stand er Anfang 2022 zwischen Platz 700 bis 800 der Weltrangliste. Er konnte sich im Doppel enorm verbessern. Sieben Titel kamen auf der Future-Ebene im Doppel dazu, zeitweise gewann Patten 19 Matches in Folge. Mitte des Jahres stand er so kurz vor den Top 300 der Rangliste. In der zweiten Jahreshälfte spielte er dann hauptsächlich auf der höherdotierten ATP Challenger Tour, wo er gleichermaßen erfolgreich war. Er gewann die Turniere in Surbiton, Ilkley, Granby, Columbus und Fairfield. Sein Partner bei fast alle Titeln war Julian Cash. Durch die Erfolge stand er Anfang Oktober kurz vor dem Einzug in die Top 100 im Doppel. Auf der ATP Tour kam er im Juni 2022 in Eastbourne zu seinem ersten Einsatz, wo er in der ersten Runde ausschied. Gleiches widerfuhr ihm bei seinem ersten Grand-Slam-Turnier in Wimbledon. Im Einzel war er weniger erfolgreich, schaffte aber mit zwei Future-Finalteilnahmen ebenfalls eine Steigerung von 200 Plätzen, sodass er sein Karrierehoch auf Platz 462 verbesserte.

## Erfolge
| Legende (Anzahl der Siege)                       |
| Grand Slam (2)                                   |
| ATP World Tour Finals Next Generation ATP Finals |
| ATP World Tour Masters 1000                      |
| ATP World Tour 500                               |
| ATP World Tour 250 (3)                           |
| ATP Challenger Tour (13)                         |

| Titel nach Belag |
| Hartplatz (2)    |
| Sand (2)         |
| Rasen (1)        |

### Doppel

#### Turniersiege

##### ATP World Tour
| Nr. | Datum            | Turnier         | Belag         | Partner          | Finalgegner                     | Ergebnis          |
| --- | ---------------- | --------------- | ------------- | ---------------- | ------------------------------- | ----------------- |
| 1.  | 6. April 2024    | Marrakesch      | Sand          | Harri Heliövaara | Alexander Erler Lucas Miedler   | 3:6, 6:4, [10:4]  |
| 2.  | 25. Mai 2024     | Lyon            | Sand          | Harri Heliövaara | Yuki Bhambri Albano Olivetti    | 3:6, 7:64, [10:8] |
| 3.  | 13. Juli 2024    | Wimbledon       | Rasen         | Harri Heliövaara | Max Purcell Jordan Thompson     | 6:77, 7:68, 7:69  |
| 4.  | 20. Oktober 2024 | Stockholm       | Hartplatz (i) | Harri Heliövaara | Petr Nouza Patrik Rikl          | 7:5, 6:3          |
| 5.  | 25. Januar 2025  | Australian Open | Hartplatz     | Harri Heliövaara | Simone Bolelli Andrea Vavassori | 6:716, 7:65, 6:3  |

##### ATP Challenger Tour
| Nr. | Datum              | Turnier         | Belag         | Partner          | Finalgegner                                    | Ergebnis          |
| --- | ------------------ | --------------- | ------------- | ---------------- | ---------------------------------------------- | ----------------- |
| 1.  | 4. Juni 2022       | Surbiton        | Rasen         | Julian Cash      | Alexander Nedowessow Aisam-ul-Haq Qureshi      | 4:6, 6:3, [11:9]  |
| 2.  | 18. Juni 2022      | Ilkley          | Rasen         | Julian Cash      | Ramkumar Ramanathan John-Patrick Smith         | 7:5, 6:4          |
| 3.  | 27. August 2022    | Granby          | Hartplatz     | Julian Cash      | Jonathan Eysseric Artem Sitak                  | 6:3, 6:2          |
| 4.  | 24. September 2022 | Columbus        | Hartplatz (i) | Julian Cash      | Charles Broom Constantin Frantzen              | 6:2, 7:5          |
| 5.  | 15. Oktober 2022   | Fairfield       | Hartplatz     | Julian Cash      | Anirudh Chandrasekar N. Vijay Sundar Prashanth | 6:3, 6:1          |
| 6.  | 29. Oktober 2022   | Las Vegas       | Hartplatz     | Julian Cash      | Constantin Frantzen Reese Stalder              | 6:4, 7:61         |
| 7.  | 5. November 2022   | Charlottesville | Hartplatz (i) | Julian Cash      | Alex Lawson Artem Sitak                        | 6:2, 6:4          |
| 8.  | 19. November 2022  | Drummondville   | Hartplatz (i) | Julian Cash      | Arthur Fery Giles Hussey                       | 6:3, 6:3          |
| 9.  | 26. November 2022  | Andria          | Hartplatz (i) | Julian Cash      | Francesco Forti Marcello Serafini              | 6:73, 6:4, [10:4] |
| 10. | 3. Dezember 2022   | Maia            | Sand (i)      | Julian Cash      | Nuno Borges Francisco Cabral                   | 6:3, 3:6, [10:8]  |
| 11. | 15. April 2023     | Sarasota        | Sand          | Julian Cash      | Guido Andreozzi Guillermo Durán                | 7:64, 6:4         |
| 12. | 13. April 2024     | Madrid          | Sand          | Harri Heliövaara | Guido Andreozzi Miguel Ángel Reyes Varela      | 7:5, 7:61         |
| 13. | 19. Mai 2024       | Turin           | Sand          | Harri Heliövaara | Andreas Mies Neal Skupski                      | 6:3, 6:3          |

#### Finalteilnahmen
| Nr. | Datum           | Turnier  | Belag     | Partner          | Finalgegner                     | Ergebnis           |
| --- | --------------- | -------- | --------- | ---------------- | ------------------------------- | ------------------ |
| 1.  | 9. April 2023   | Houston  | Sand      | Julian Cash      | Max Purcell Jordan Thompson     | 6:4, 4:6, [5:10]   |
| 2.  | 21. April 2024  | Bukarest | Sand      | Harri Heliövaara | Sadio Doumbia Fabien Reboul     | 3:6, 5:7           |
| 3.  | 2. Oktober 2024 | Peking   | Hartplatz | Harri Heliövaara | Simone Bolelli Andrea Vavassori | 6:4, 3:6, [5:10]   |
| 4.  | 1. März 2025    | Dubai    | Hartplatz | Harri Heliövaara | Yuki Bhambri Alexei Popyrin     | 6:3, 6:712, [8:10] |